# Anzjelika Savrajuk
Anzjelika Savrajuk, född den 23 augusti 1989 i Lutsk, Ukraina, är en italiensk gymnast.
Hon var med och tog OS-brons i trupp i rytmisk gymnastik i samband med de olympiska gymnastiktävlingarna 2012 i London.